# Червоний відбиток руки

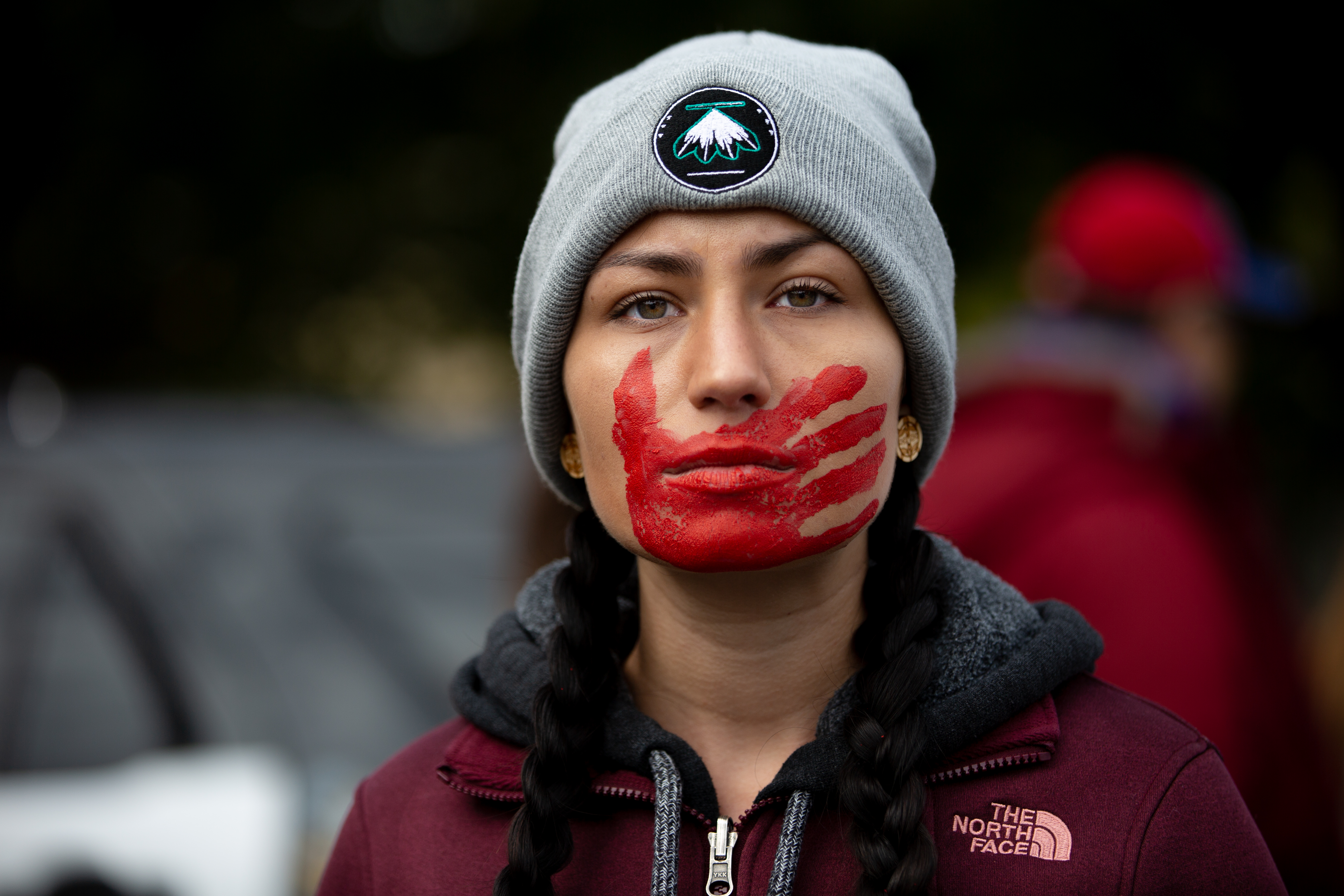
Жінка з червоним відбитком руки на роті в Рочестері, штат Міннесота у США

Червоний відбиток руки — це намальований через рот символ, який використовується для позначення солідарності зі зниклими безвісти та вбитими жінками і дівчатами корінного населення Північної Америки, на знак визнання того, що індіанські жінки мають більше шансів, ніж інші жінки, бути вбитими або пережити сексуальне насильство.

## Походження червоного відбитка руки
Спортсменка Джордан Марі Деніел, бігун із Кул Вікаса Ояте у Південній Дакоті, була першою, хто прилюдно використав цей символ на Бостонському марафоні 2019 року. Деніел присвятила свій забіг у 2019 році 26 зниклим або вбитим жінкам корінного населення. Вона заявила, що хотіла б використовувати свою платформу, щоб привернути увагу до жінок, щоб їх бачили, чули та пам'ятали. Згодом такий знак нанесла на обличчя спортсменка Розалі Фіш у 2019 році.

## Символіка приглушених голосів
Червоні відбитки рук символізують мовчання та відсутність інтересу до постраждалих жінок корінного населення, багато з яких зникли безвісти або були вбиті. У 2020 році Ріаннон Джонсон із CBC News повідомила про випадок Мішель Баклі з Гей-Ривера, яка носила червоний відбиток руки на обличчі під час фотосесії, щоб вшанувати свою сестру Рі, яка померла у 14-річному віці. Баклі заявила, що метою фотосесії стало «підвищення обізнаностя про те, що зниклі та вбиті жінки корінного населення є проблемою, з якою стикаються корінні народи, але це також була форма зцілення».

## Особи, які носять червоний відбиток руки

### Джордан Марі Деніел і Розалі Фіш
Розалі Фіш, член племені Коулітц у Вашингтоні і студентка-спортсменка Центрального громадського коледжу Айови, використовувала свою платформу, щоб вшанувати життя зниклих і вбитих жінок корінного населення після того, як була натхнена використанням символу Джордан Марі Деніелс. Під час змагання з легкої атлетики Фіш присвятила свої завойовані медалі з бігу зниклим та вбитим жінкам корінного населення і розмістила медалі на плакаті, який вона виготовила на їхню честь. На плакаті були світлини та імена чотирьох вбитих жінок корінного населення.

### Баскетбольна команда старшокласниць Ігнасіо
У середній школі Ігнасіо баскетбольна команда Bobcats також демонстрували фотографії на яких ушановували зниклих безвісти і вбитих жінок корінного населення. На світлинах команди кожен член команди і тренер носили червоний або чорний відбиток руки, щоб показати солідарність із рухом зниклих і вбитих жінок корінного населення.

### Ілона Верлі таканадський драг-рейс
У першому сезоні канадської гонки Drag Race учасниця Ілона Верлі, яка походить з нації Нлака'памукс у Британській Колумбії, була першою учасницею, яка ідентифікувала себе як не-бінарну. Для своєї останньої участі на канадських Drag Race Верлі одягла традиційну сукню, яка представляла її ідентичність, і нанесла червоний відбиток долоні. Стаття про Верлі також була опублікована у статті Vogue Королева корінних народів Ілона Верлі про представлення двох духів у канадських драг-рейсах», у якій вона обговорила тривалі наслідки діяльності шкіл-інтернатів і пояснила, як вона хоче використовувати свою нову платформу для «розповсюдження обізнаності про своє коріння». Згодом вона використовувала цей символ у публікаціях у соціальних мережах.

## Рекламні кампанії
Коаліція правосуддя корінних народів створила кампанію на рекламних щитах, спрямовану на те, щоб привернути увагу до зниклих і вбитих жінок корінного населення в Гранд-Гейвенсі у штаті Мічиган. На рекламних щитах зображена жінка-абориген з червоним відбитком руки на роті. Рекламний щит створила Сесілія Лапоант, активістка Коаліції.